# 2 Dywizja Piechoty (Cesarstwo Niemieckie)

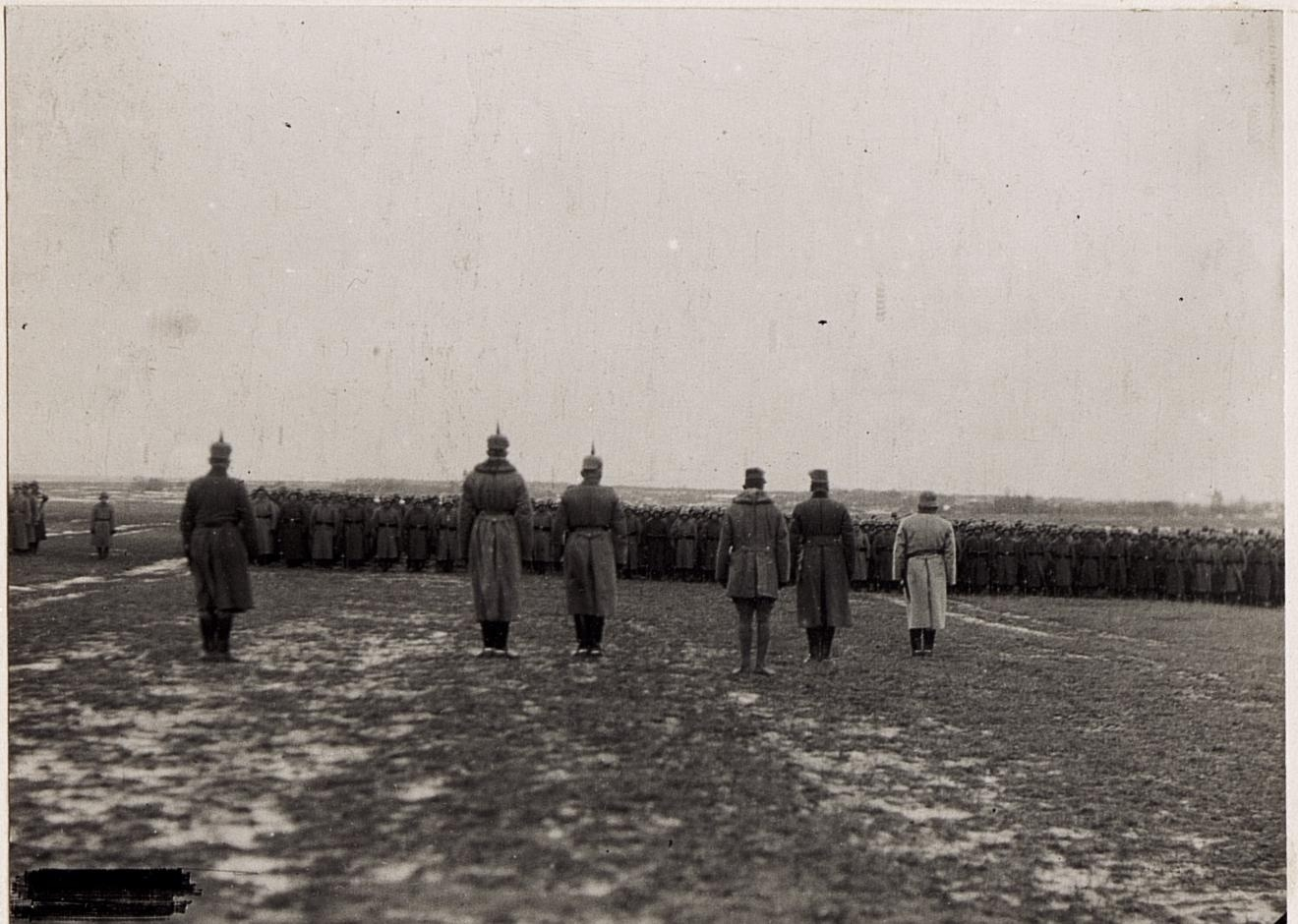
Żołnierze dywizji

2 Dywizja Piechoty  (niem. 2. Division)  – związek taktyczny Armii Cesarstwa Niemieckiego. 

## Charakterystyka
W sierpniu 1914 rozwinięto w Niemczech do etatów wojennych istniejące w okresie pokoju związki operacyjne (armie) i związki taktyczne. W składzie I Korpusu Armijnego została rozwinięta między innymi 2 Dywizja Piechoty. 

Około 17-tysięczną dywizję tworzył sztab dywizji, oddziały dywizyjne czyli pułk kawalerii, kompania transportowa, dwie kompanie saperów, dwie kompanie medyczne. W swojej strukturze posiadała też dwie dwupułkowe brygady piechoty oraz  dwupułkową brygadę artylerii polowej. 
W marcu 1915 w armii niemieckiej zaczęto wprowadzać  nowe etaty „dywizji piechoty wz. 1915”. Od czerwca 1917 wszystkie dywizje przeorganizowano według nowego wzoru. Dywizja wz. 1915 liczyła około 13000 żołnierzy, a w jej skład wchodził sztab dywizji, oddziały dywizyjne: szwadron kawalerii, batalion saperów, pododdział łączności, ośrodek szkolenia rekrutów, kompania medyczna, dwa lazarety polowe, lazaret weterynaryjny, zmotoryzowana kolumna transportowa oraz oddział zaopatrzeniowy. Piechotę stanowiła trzypułkowa brygada (dowództwo piechoty). Ogniowe wsparcie zapewniał pułk artylerii polowej i dywizyjny batalion karabinów maszynowych.
W I wojnie światowej dywizja walczyła na froncie wschodnim.

## Struktura organizacyjna
Skład od 2 VIII 1914 do 20 IX 1915:
- dowództwo dywizji
- 3 Brygada Piechoty
  - 4 pułk grenadierów
  - 44 pułk piechoty
- 4 Brygada Piechoty
  - 33 pułk fizylierów
  - 45 pułk piechoty
- 2 Brygada Artylerii Polowej
  - 1 pułk artylerii polowej
  - 37 pułk artylerii polowej
- 10 pułk strzelców konnych